# Rossinyol alagrís
El rossinyol alagrís (Cossypha polioptera; syn: Sheppardia polioptera) és una espècie d'ocell paseriforme de la família dels muscicàpids. Es troba a l'Àfrica Occidental, les muntanyes que circumden l'Àfrica central i els Grans Llacs d'Àfrica. Els seus hàbitats principals són els boscos tropicals i subtropicals de frondoses humits i també de l'estatge montà. El seu estat de conservació és considerat de risc mínim.

## Taxonomia
Segons el Handook of the Birds of the World i la quarta versió de la BirdLife International Checklist of the birds of the world (Desembre 2019), aquest tàxon estaria classificat dins del gènere Sheppardia. Tanmateix, altres obres taxonòmiques, com la llista mundial d'ocells del Congrés Ornitològic Internacional (versió 12.1, gener 2022) consideren aquesta espècie dins del gènere Cossypha.